# Josia consueta
Josia consueta är en fjärilsart som beskrevs av Walker 1854. Josia consueta ingår i släktet Josia och familjen tandspinnare. Inga underarter finns listade i Catalogue of Life.